# الواهمون (مسلسل سوري)
الواهمون مسلسل دراما سوري أنتج عام 2006 يعالج بعمق العلاقة بين قضيتين مهمتين في حياة الإنسان اليومية وهما العلم والأخلاق، وأنه لا قيمة للعلم من دون أخلاق ويحاول المسلسل توضيح كيفية ترسيخ القيم والمبادئ لدى الناشئة في زمن العولمة. من تأليف فتح الله عمر وإخراج سمير حسين.

## الممثلون
- سلاف فواخرجي
- بسام كوسا
- وائل رمضان
- شادي زيدان
- قيس الشيخ نجيب
- فاديا خطاب